# جو غرين (كاتب أغاني)
جو غرين (بالإنجليزية: Joe Greene)‏ (19 أبريل 1915، سبوكين في الولايات المتحدة - 16 يونيو 1986، باسادينا في الولايات المتحدة)؛ كاتب أغاني وروائي أمريكي.

## روابط خارجية
- جو غرين على موقع IMDb (الإنجليزية)
- جو غرين على موقع ميوزك برينز (الإنجليزية)
- جو غرين على موقع ديسكوغز (الإنجليزية)
- جو غرين على موقع قاعدة بيانات الفيلم (الإنجليزية)